# Publícola (filho de Melânia, a Velha)
Publícola (em latim: Publicola) foi um oficial romano dos séculos IV e V, ativo durante o reinado do imperador ocidental Honório (r. 395–423). Talvez pode ser associado a Valério Publícola.

## Vida
Publícola era o único filho de Melânia, a Velha que sobreviveu. Casou-se com Ceiônia Albina com quem teve Melânia, a Jovem e um filho. Ele foi educado para ser cristão. Tornou-se pretor urbano quando sua mãe foi viver no Oriente em ca. 374 e ele seguiu uma carreira oficial. Morreu quando sua mãe residia na África e sua filha tinha 20 anos, talvez antes de 406, pois não é mencionado junto aos demais membros de sua família no encontro ocorrido nessa data em Nola. Sua mãe lamentou sua morte. Se sabe que escreveu para Agostinho de Hipona e recebeu uma resposta (ep. 47).